# Reproduction interdite
Pour plus de détails, voir Fiche technique et Distribution.
Reproduction interdite (titre alternatif : Meurtre à Montmartre) est un film français réalisé par Gilles Grangier sorti en 1957.

## Synopsis
Marc Kelber (Paul Frankeur), marchand de tableaux, achète un Gauguin, deux millions. Le tableau se révélant être un faux, il recherche l'escroc Jacques Lacroix (Michel Auclair) et se laisse enrôler dans sa bande qui comprend le peintre Claude Watroff (Giani Esposito) et sa maîtresse Viviane (Annie Girardot). Grâce à son expérience, Kelber parvient à obtenir des copies quasi parfaites de Gauguin capables de tromper les meilleurs experts. Mais Watroff, obsédé par le remords, se met à boire. Lacroix et Kelber le jugeant dangereux, l'empoisonnent à l'acide en simulant un suicide. Mais le peintre avait préparé une vengeance posthume (...)

## Fiche technique
- Titre original : Reproduction interdite
- Titre alternatif : Meurtre à Montmartre
- Réalisation : Gilles Grangier, assisté de Jacques Deray et Henri Dugas
- Scénario : Gilles Grangier et René Wheeler, d'après le roman Reproduction interdite de Michel Lenoir (édition de la Corne d'Or)
- Dialogues : René Wheeler
- Photographie : Jacques Lemare
- Montage : Jacqueline Sadoul
- Musique : Jean Yatove
- Décors : Lucien Aguettand, assisté de Alexandre Hinkis et Gabriel Paris
- Costumes : Nanda Belloni
- Son : Jean-Claude Marchetti
- Producteur : Lucien Viard
- Société de production : Orex Films
- Société de distribution : Corona
- Pays de production :  France
- Langue originale : français
- Dates de tournage : du 16 juillet au 1er septembre 1956
- Lieux de tournage : intérieurs aux studios Paris-Studio Cinéma à Billancourt ; extérieurs à Paris et banlieue
- Box-office : 789 004 entrées en France
- Format : couleur (Eastmancolor) — 35 mm — 1,37:1 — son mono (Western Electric)
- Genre : Film dramatique
- Durée : 90 minutes (1 h 30)
- Date de sortie :
  - France : 6 février 1957

## Distribution
- Michel Auclair : Jacques Lacroix, l'escroc en peinture
- Paul Frankeur : Marc Kelber, le marchand de tableaux
- Giani Esposito : Claude Watroff, le peintre
- Annie Girardot : Viviane, la maîtresse de Claude
- Jacqueline Noëlle : Clara Kelber, la femme de Marc
- Lucien Nat : M. Martinaud, l'expert
- Marcel Bozzuffi : Bernard, ami de Claude et Viviane
- Albert Dinan : le boucher
- Jacques Moullières : Jean-Pierre Kelber, le fils
- Bruno Balp : un ami de Claude et Viviane
- Charles Lemontier : M. Delcommune
- Philippe Dumat : un ami de Claude et Viviane
- Émile Riandreys : le garçon boucher
- Franck MacDonald : Mr Harrison, l'acheteur américain
- Sylvain Lévignac : un inspecteur
- Jacques Richard : un ami de Claude et Viviane
- Jacques Muller : l'employé du cinéma
- Max Montavon : un ami de Claude et Viviane
- Gib Grossac : l'acheteur brésilien
- Amy Collin (créditée Amy Colin)
- Jacqueline Staup
- Liliane Robin (non crédité)
- Léonce Corne (non crédité)
- Jacques Marin (non crédité)

## Autour du film
- Le film n'ayant pas assez fait d'entrées au goût du producteur lors de sa 1re exploitation,[réf. souhaitée] il décida de le ressortir sous un nouveau titre « Meurtre à Montmartre. »